# 科拉克山
46°26′29″N 11°46′58″E / 46.44139°N 11.78278°E

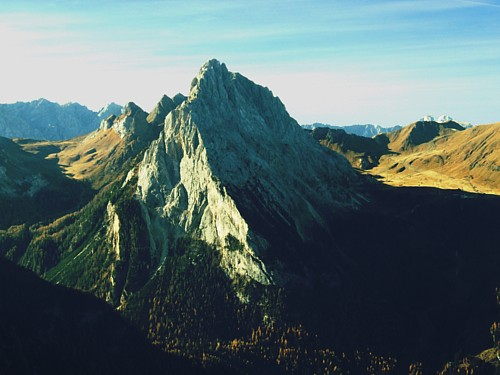

科拉克山（義大利語：Colac），是意大利的山峰，位於該國東北部，由特倫托自治省負責管轄，屬於多洛米蒂山的一部分，處於卡納澤伊附近，海拔高度2,715米。